# Leptura submarginata
Leptura submarginata es una especie de escarabajo longicornio del género Leptura, categorizada en la tribu Lepturini, de la subfamilia Lepturinae. Fue descrita por Pic en 1920.

## Descripción
Mide 16 mm de longitud.

## Distribución
Se distribuye por Asia.